# لوما لیندا (کالیفرنیا)
لوما لیندا (به انگلیسی: Loma Linda) شهری در شهرستان سن برناردینو، کالیفرنیا ایالت کالیفرنیا است که در سرشماری سال ۲۰۱۰ میلادی، ۲۳۲۶۱ نفر جمعیت داشته است.